# José de Sande Vasconcelos
José de Sande Vasconcelos(Évora,1738-Tavira,1808) foi um engenheiro militar e cartógrafo do século XVIII, estatístico imbuído de espírito iluminista, tendo produzido, em particular sobre a «província» ou «reyno» do Algarve, numerosos quadros estatísticos, elencando as produções locais, importadas e exportadas, bem como os índices de desenvolvimento social relevantes para a época, por exemplo, o número de professores, de prelados e casas religiosas existentes em cada localidade.   

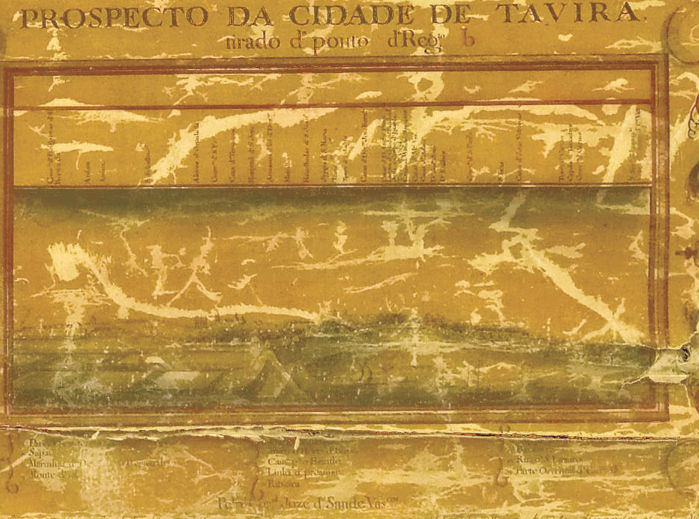
A cidade de Tavira vista de Sul desde as salinas nas margems do Rio Gilão. Parte integrante do mapa http://purl.pt/22228 Cidade de Tavira e seus arredores Ilustração datada de ca. 1780

Foi um dos pioneiros da Cartografia Militar em Portugal, tendo deixado abundante representação cartográfica da costa sul de Portugal, incluindo uma descrição circunstanciada das fortificações e guarnições do Algarve.  
Ingressou na academia militar em 1756, onde seguiu Fortificação e se formou em Engenharia Militar, casando-se em 1761 com D. Maria Joaquina de Ataíde e Mello. Esteve em Almeida durante a Guerra Fantástica . Esteve presente na evacuação de Mazagão em 1769 e em 1772, já sargento-mor de Infantaria foi colocado no Reino do Algarve ao abrigo do projeto do Plano de Restauração do Reino do Algarve concebido pelo Marquês de Pombal.  
Foi na consecução desse projeto que participou ativamente na reedificação de Vila Real de Santo António em 1774, após o Terremoto de 1755, e mais tarde colaborou na construção do Quartel Militar de Tavira debaixo dos auspícios do governador do Algarve Nuno José de Mendonça e Moura.
Acabou por se radicar nesta cidade, onde veio a falecer.
Foi ainda em Tavira que foi nomeado em Dezembro de 1795 responsável pela chamada "Aula do Regimento de Infantaria de Faro, a funcionar em Tavira", ou simplesmente "Aula de Tavira".

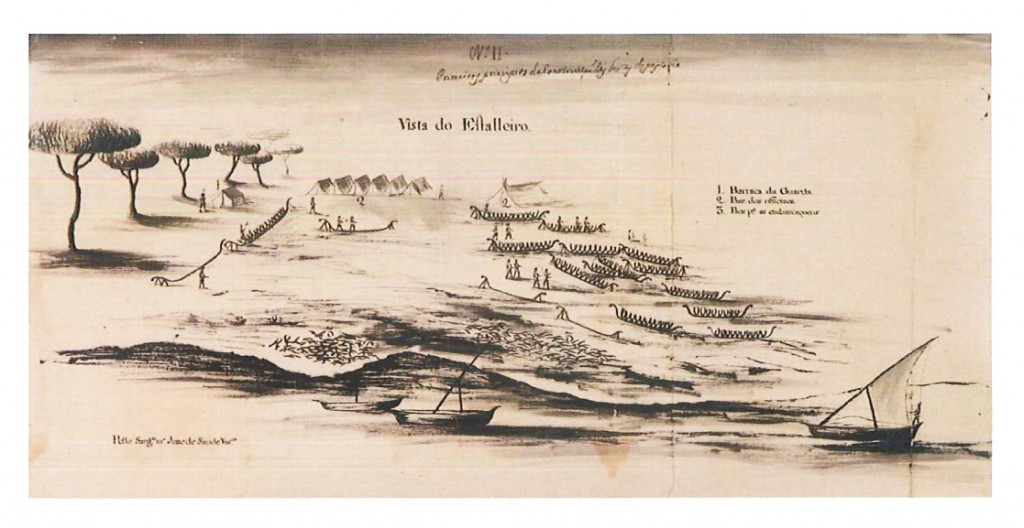
Desenho do estaleiro - Edificação de Vila Real de Santo António (1774)